# Mesochorus sardegnae
Mesochorus sardegnae är en stekelart som beskrevs av Schwenke 1999. Mesochorus sardegnae ingår i släktet Mesochorus och familjen brokparasitsteklar. Inga underarter finns listade i Catalogue of Life.